# Burgemeester Grothestraat 21
De burgermanswoning Burgemeester Grothestraat 21 is een gemeentelijk monument in Soest in de provincie Utrecht.
Het huis werd gebouwd voor de directeur van houthandel Butzelaar. Het vrijstaande huis staat op een kleine verhoging met de nok evenwijdig aan de straatzijde. In de boogvelden boven de deuren en vensters zijn tegeltjes aangebracht. In het midden van de symmetrische voorgevel is een topgevel.